# Охотничий замок Грюнау
Охотничий замок Грюнау (нем. Jagdschloss Grünau) — замок примерно в семи километрах восточнее Нойбурга-на-Дунае, Бавария.

## Исторический обзор
Охотничий замок построил Отто Генрих, курфюрст Курпфальца из династии Виттельсбахов для своей жены Сусанны Баварской. Возведение здания в ренессансном стиле началось около 1530 года, а завершилось в 1555. Фрески на верхних этажах созданы Йоргом Броем Младшим.
Грюнау сначала был обнесён рвом, но со временем канавы заилились.

## Современное состояние
В настоящее время охотничий замок принадлежит фонду дома Виттельсбахов. В охотничьем домике в Грюнау постоянно происходят культурные мероприятия, в частности проводятся концерты. С 2005 года в мае проходят дни садов, а в декабре — рождественская ярмарка.
В рамках крупномасштабного проекта по сохранению реки Дунай между Нойбургом и Ингольштадтом, в январе 2008 года здесь был размещён Институт исследования рек Нойбурга, который 19 апреля 2008 года был преобразован в Центр исследования рек Нойбурга.